# Gaukler (Vogel)
Der Gaukler (Terathopius ecaudatus) ist eine Greifvogelart aus der Unterfamilie der Schlangenadler (Circaetinae), die in großen Teilen Subsahara-Afrikas vorkommt und offene oder halboffene Savannenlandschaften bewohnt. Der Gaukler ernährt sich größtenteils von kleineren bis mittelgroßen Vögeln und Säugetieren, die er erjagt, aber auch von Aas. Er fällt durch seine ausgedehnten, relativ niedrigen, „gaukelnden“ Suchflüge auf, bei denen er die Flügel in einem tiefen V hält und seitlich hin- und herschaukelt. Zudem ist die akrobatische Flugbalz recht spektakulär.

## Beschreibung
Der Gaukler ist ein relativ großer Greifvogel, der vom Körperbau den Altweltgeiern ähnelt, verwandtschaftlich jedoch zu den Schlangenadlern gehört. Seine Körperlänge liegt zwischen 55 und 70 cm, wobei der Schwanz extrem kurz ist, worauf auch das Epitheton des wissenschaftlichen Namens (ecaudatus = schwanzlos) hinweist. Bei adulten Vögel ragen die Füße im Flug über den Schwanz hinaus. Die Flügel, mit denen er Spannweiten von 168 bis 190 cm erreicht, sind jedoch außergewöhnlich lang und haben mit 25 Armschwingen die meisten aller Greifvögel. Die Hinterränder der Armflügel bilden einen großen Bogen, während der Handflügel relativ kurz und spitz ist. Der Kopf wirkt groß, mit langem Nackengefieder, das zu einer Kapuze aufgestellt werden kann. Das Gewicht liegt zwischen 1820 und 2950 g.
Die Geschlechter ähneln sich, lassen sich aber aufgrund der grauen Armschwingen der Weibchen relativ leicht unterscheiden. Weibchen sind zudem durchschnittlich 6 % größer als Männchen. Das Jugendkleid ist überwiegend braun. Subadulte Vögel wechseln über acht Jahre in immer dunkler werdende Kleider, bevor sie ausgefärbt sind. Es gibt eine beige Morphe, bei der der Rücken und die Steuerfedern im Adultkleid nicht kastanienbraun, sondern cremefarben sind. Diese Morphe scheint häufig in ariden Regionen aufzutreten. Ihr Anteil liegt aber höchstens bei 7 %.
Bei adulten Vögeln ist der vordere Schnabel gelb mit schwarzer Spitze; Schnabelbasis und Wachshaut sind wie eine unbefiederte Partie um das Auge rot. Die Iris ist – wie in allen Kleidern – braun. Das Gefieder ist überwiegend schwarz. Das Schultergefieder ist grau und zeigt, wenn es frisch vermausert ist, weißliche Säume. Rücken, Bürzel, Steuerfedern und Unterschwanzdecken sind kastanienbraun. Bei Männchen sind die Großen Armdecken und Armschwingen schwarz, bei Weibchen sind erstere dunkelbraun, letztere jedoch grau mit breiter, schwarzer Endbinde. Beine und Füße sind bei beiden Geschlechtern rot.
Vögel im Jugendkleid sind langschwänziger und überwiegend braun gefiedert mit sichtlich aufgehelltem Kopf und rötlichen Säumen auf der übrigen Oberseite. Die Wachshaut ist grünlichblau, die Füße weißlich gefärbt. In den folgenden Kleidern werden subadulte Vögel dunkler und zeigen bereits andeutungsweise die Farbpartien adulter Vögel. Gesicht, Beine und Füße färben sich zunächst orange, bevor sie allmählich die lebhaft rote Färbung wie bei adulten Vögeln annehmen.
Beim Abflug startet der Gaukler mit ungewöhnlich schnellen Flügelschlägen und fällt dann in den typisch gaukelnden 50–60 km/h schnellen Segelflug, in dem er die Flügel in einem tiefen V hält und hin- und herschaukelt. Dabei schlägt er kaum einmal mit den Flügeln, ist aber auch auf ein gewisses Maß an Thermik angewiesen. Am frühen Morgen, am späten Nachmittag oder bei nassem und kaltem Wetter sitzen Gaukler daher meist über lange Zeit auf Bäumen. Dabei halten sie sich typischerweise sehr aufrecht.

## Stimme
Der Gaukler ist meist wenig ruffreudig. Lautäußerungen sind vor allem während der Balz aber auch bei Gefahr oder Auseinandersetzungen zu vernehmen. Hauptrufe sind ein raues schaaa-ah oder ein bellendes kau-or. Sie sind sowohl von sitzenden, als auch von balzenden Vögeln, aber auch von Gauklern, die anderen Arten die Beute abjagen, zu hören.  Sie sind laut und weit tragend und werden meist mit zurückgeworfenem Kopf vorgebracht. In ihrer höchsten Intensität erinnern sie an Rufe des Schreiseeadlers.

## Verbreitung

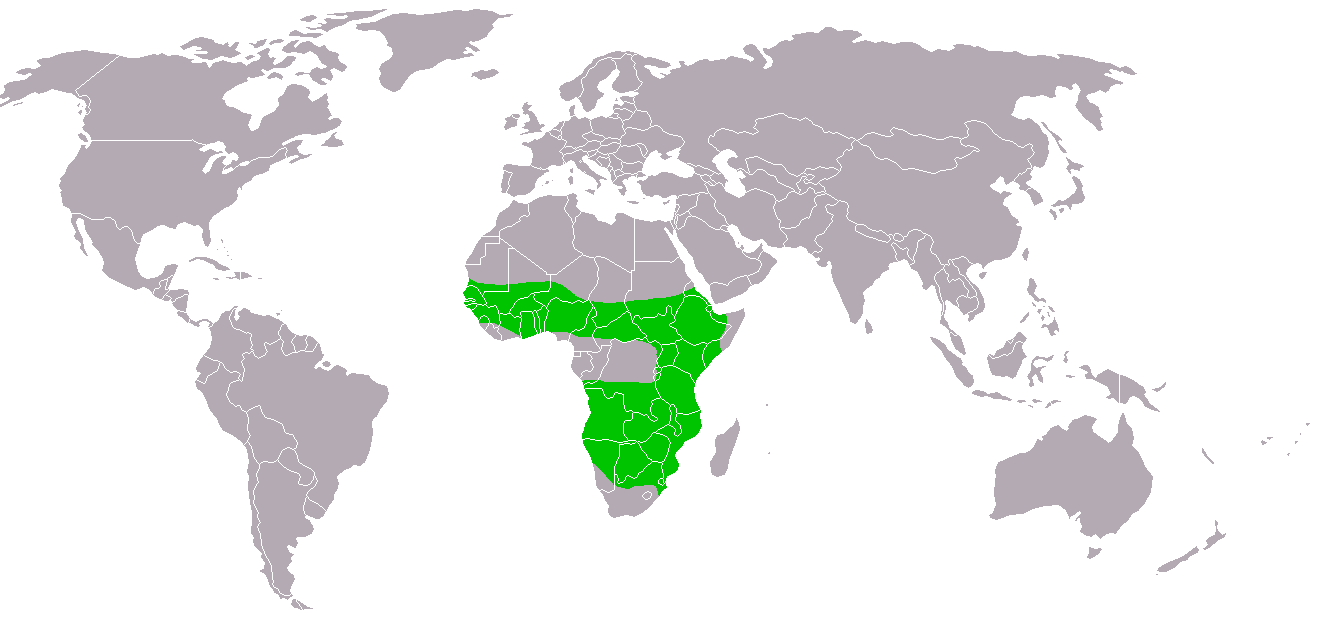
Verbreitung (grün) des Gauklers

Das Verbreitungsgebiet des Gauklers erstreckt sich über große Teile der Afrotropis, wo er jedoch im Regenwaldgürtel, auf Madagaskar, an der Spitze des Horns von Afrika und in großen Teilen des Südens fehlt oder ausgestorben ist. Im Norden reicht es vom südlichen Mauretanien über den Senegal und Gambia, durch das südliche Mali und Guinea ostwärts bis in den mittleren Sudan, nach Äthiopien und ins westliche Somalia. Die Südgrenze verläuft durch Namibia, Botswana und das nördliche und nordöstliche Südafrika. Unklar ist, ob die Vorkommen im südwestlichen Saudi-Arabien und im Jemen noch bestehen.

## Lebensraum

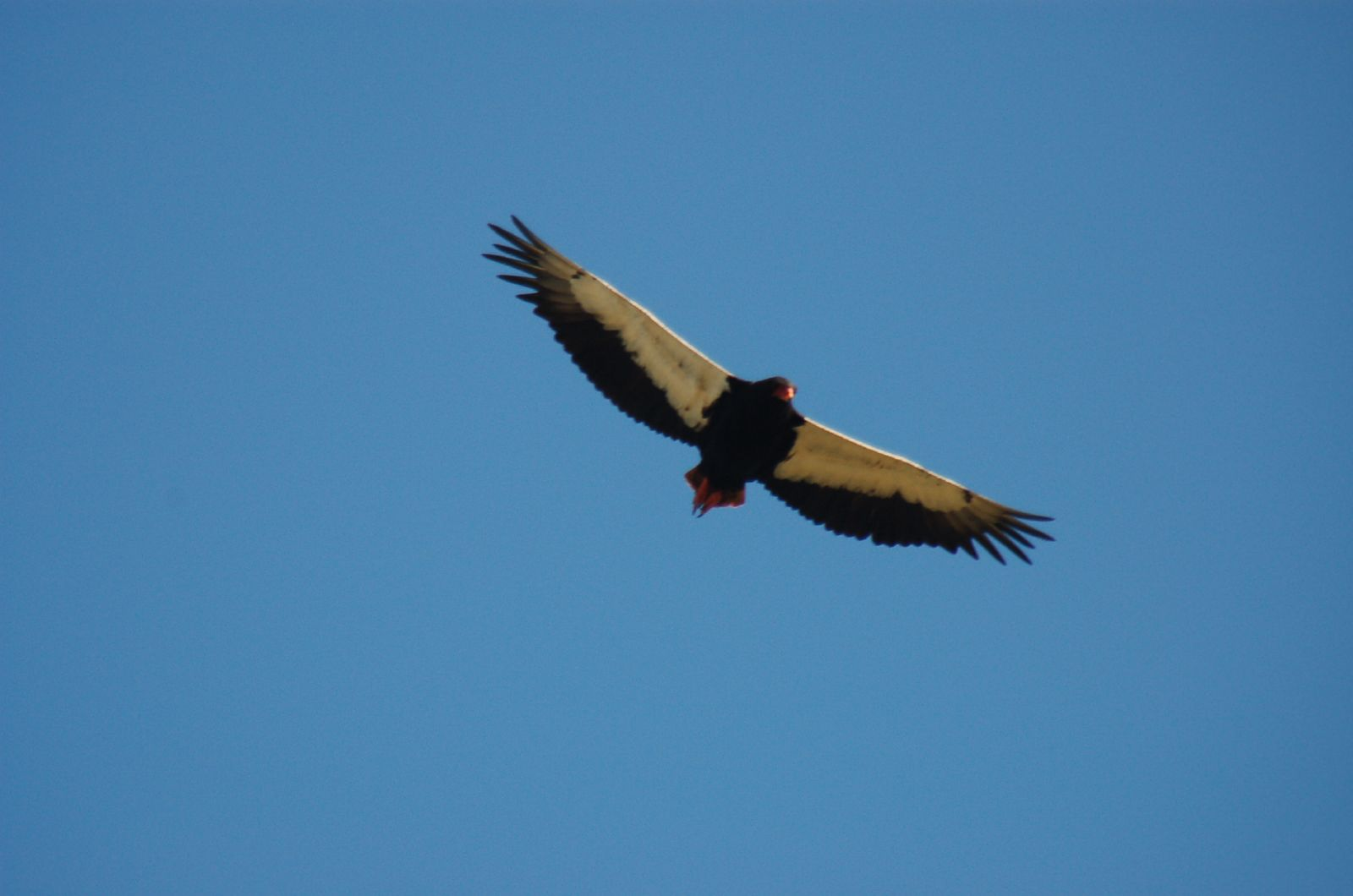
Im Flugbild kann der Gaukler geierähnlich wirken – mit kurzem Schwanz und außergewöhnlich langen Flügeln.

Der Gaukler besiedelt offene und halboffene Landschaften wie Grasland, Trocken- und Dornstrauchsavannen bis hin zu lichtem Trockenwald. In geschlossenen Wäldern und Feuchtgebieten fehlt er hingegen, kann aber auch auf seinen ausgedehnten Nahrungsflügen über solchen oder anderen Habitaten beobachtet werden. Die Höhenverbreitung liegt zwischen Seehöhe und 4500 m, meist aber unter 3000 m.

## Ernährung
Das Nahrungsspektrum des Gauklers ist sehr vielfältig. Er jagt zum einen aktiv Beute wie Säugetiere und Vögel, sucht aber auch gezielt nach Aas und frisst zudem Vogeleier, Insekten wie Termiten oder Heuschrecken, toten Fisch oder Krabben.
Die Größe der Beutetiere kann sehr unterschiedlich sein. Sie reicht von der von Spitzmäusen oder Kleinvögeln bis hin zu kleinen Antilopen oder Trappen, Dikdiks, Uhus und Hornvögeln. Im Hinblick auf das Gewicht reicht sie bis zu über 1,2 kg bei Vögeln und 4 kg bei Säugetieren. Säugetiere und Vögel machen zwischen 70 und 90 % der Beute aus. Im Unterschied zu anderen Schlangenadlern ist der Anteil von Reptilien an der Beute recht gering. Hier reicht das Spektrum von kleinen Eidechsen über Schlangen bis hin zu Waranen.
Der Gaukler kann bis zu acht oder neun Stunden täglich für seine Nahrungsflüge aufwenden, wobei er ein Gebiet von 55 bis 200 km² abfliegen oder zwischen 300 und 500 km Strecke zurücklegen kann. Er sucht dabei aus etwa 50 m Höhe die Landschaft ab, fliegt bisweilen ein Stück zurück und stößt in engen Spiralen zu Boden, um Beute zu greifen oder Aas zu untersuchen. Nicht selten trifft er als erster bei einem Kadaver ein oder liest frischtote Verkehrsopfer von Straßen auf. Beute wird meist am Boden getötet, nachdem sich der Gaukler mit halb geöffneten Flügeln auf den Boden hat fallen lassen oder mit offenen Flügeln hinab geglitten ist. Gelegentlich wird sie auch aus der Luft gegriffen, wie in einem Fall bei einer Weißflügelseeschwalbe dokumentiert, oder anderen Vögeln abgejagt. Insekten werden oft zu Fuß gefangen.
An Orten mit reichem Nahrungsangebot wie Brand- oder Überschwemmungsflächen sowie an Termitenbauten mit schwärmenden Tieren können sich manchmal zwischen 40 und 50 oder mehr Gaukler versammeln. Juvenile oder subadulte Vögel finden sich häufiger an größeren Kadavern ein als adulte Individuen.

## Fortpflanzung
Die Brutzeit liegt in Westafrika zwischen September und Mai,  erstreckt sich in Ostafrika über das ganze Jahr und im südlichen Afrika von Dezember bis August. Die  auffällige Flugbalz mit schaukelnden, überschlags- und sturzflugartigen Flugmanövern erfolgt unter lauten Flügelschlägen, die noch recht weit entfernt zu hören sind.
Das zwischen 40 und 150 cm breite und 30 bis 80 cm hohe Nest wird innerhalb von fünf bis sechs Wochen aus Zweigen errichtet und begrünt. Es steht zwischen 7 und 26 m hoch in weit ausladenden Astgabeln großer Bäume wie Senegalia nigrescens und anderen Akazienverwandten, Ficus sycomorus oder Diospyros mespiliformis. Gelegentlich wird es auf Nestern anderer Vogelarten und oft in der Nähe von Flussläufen errichtet. Es wird häufig über mehrere Jahre wiederverwendet und nimmt mit der Zeit an Größe zu. Meist wird aber alle drei Jahre ein neues Nest gebaut.
Das Gelege besteht aus einem einzigen, schmutzigweißen Ei von 79 mm × 63 mm Größe, das zwischen 52 und 59 Tagen von beiden Partnern bebrütet wird. Die Nestlingszeit variiert stark, sie kann zwischen 93 und 194 Tagen liegen, dauert aber meist zwischen 110 und 112 Tagen. Die Jungvögel sind nach dem Ausfliegen noch bis zu vier Monate von den Eltern abhängig. Beide Eltern beteiligen sich an der Jungenaufzucht und dabei werden sie von weiteren Altvögeln oder subadulten Vögeln unterstützt.
Bis zu ein Drittel der Bruten scheitert im Verlauf der Nestlingszeit, wenn die Nester während der langen Nahrungsflüge der Altvogel unbewacht von Prädatoren ausgeräumt werden.

## Wanderungen

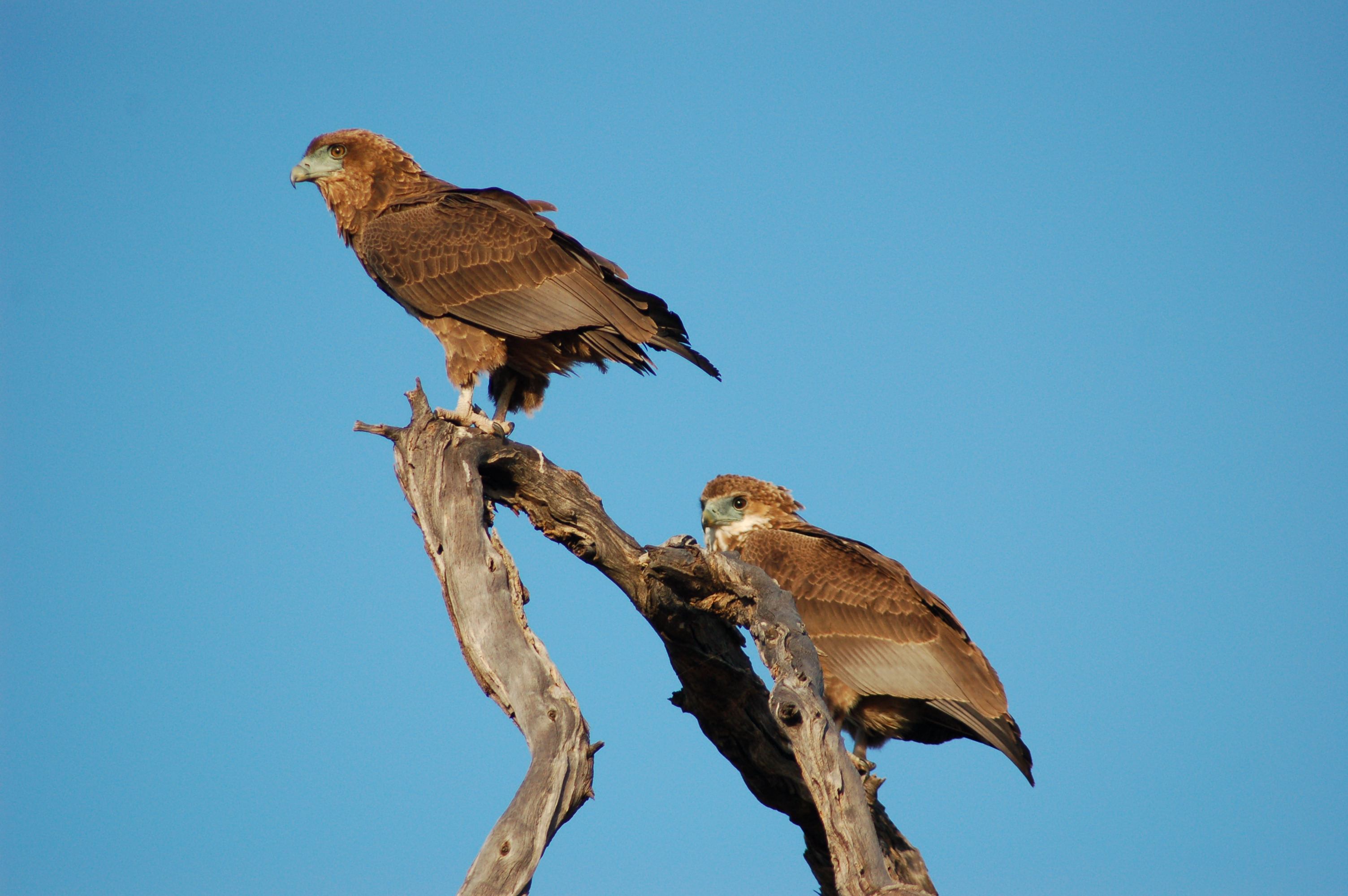
Gaukler im Jugendkleid

Revierpaare sind meist Standvögel. Jungvögel, die aus dem Familienverband vertrieben wurden, legen hingegen teils weite Strecken zurück und leben nomadisch. Im Südwesten und Osten Afrikas bilden sich bisweilen größere Ansammlungen. Vögel des westlichen Afrikas weichen der Regenzeit zwischen Juli und September oft nach Norden aus, Vögel aus dem östlichen Afrika eher entlang des Äquators. Als Irrgast wurde die Art in Spanien, Tunesien, Ägypten, Zypern, Israel, Palästina und im Irak festgestellt.

## Bestandsentwicklung
Der Gaukler kommt meist nur selten oder zerstreut vor, kann jedoch lokal recht verbreitet sein wie beispielsweise in der Masai Mara. In großen Teilen des Verbreitungsgebiets war der Bestand seit den 1970er Jahren relativ starken Rückgängen von bis zu 50 % unterworfen, deren Ursachen teils immer noch anhalten, sodass die Art als potentiell bedroht (“near threatened”) eingestuft wird und teilweise sogar die Kriterien für eine bedrohte Art (“vulnerable”) erfüllt. Besonders groß waren die Bestandsverluste seit den 1940er Jahren in Südafrika, wo die Art um bis zu 80 % zurückging. Umfasste der Bestand in Transvaal ursprünglich 2000–2500 Brutpaare, so waren es Anfang der 1980er Jahre nur noch 420–470 Paare. Diese Zahl stieg dann jedoch wieder auf etwa 600 Paare in den 1990er Jahren an.
Der Weltbestand liegt vermutlich zwischen 10.000 und 100.000 Individuen. Rückläufig sind die Zahlen an der Elfenbeinküste, in Nigeria, im Sudan und in Somalia, Teilen Kenias, Tansanias und Simbabwes sowie in Namibia, Botswana und Teilen Südafrikas. Zunahmen gab es hingegen in Masai Mara, im Norden Südafrikas und möglicherweise in Uganda. Aus dem Südwesten Arabiens liegen seit 1999 keine Nachweise mehr vor.
Die Hauptgefährdungsursache ist vielerorts die direkte Verfolgung durch kommerzielle Großbauern, die vergiftete Kadaver auslegen. Aber auch im Umfeld von kleineren, Ackerbau treibenden Stammesgesellschaften kommt dies bisweilen vor. Weitere Ursachen sind die zunehmende Belastung durch Pestizide, die Zerstörung von Lebensraum, Störung durch die Ausweitung menschlicher Siedlungen und der Fang für den internationalen Handel.